# Eadwig
Vous lisez un « bon article » labellisé en 2023.
Pour les articles homonymes, voir Eadwig (homonymie).
Eadwig ou Edwy, né vers 940 ou 941 et mort le 1er octobre 959, est roi des Anglais de 955 à sa mort.
Il est le fils aîné d'Edmond Ier. Trop jeune pour succéder à son père lorsque celui-ci est tué, en 946, il ne devient roi qu'à la mort de son oncle Eadred. Dès son avènement, il entre en conflit avec l'abbé Dunstan de Glastonbury, qui est contraint de s'exiler en Flandre. Il effectue de très nombreuses donations au cours de sa première année de règne, ce qui pourrait refléter une tentative de s'attacher des fidèles ou de récompenser ses partisans au détriment de l'entourage de ses prédécesseurs.
En 957, Eadwig partage l'Angleterre avec son frère cadet Edgar, qui en reçoit la moitié septentrionale. Les sources présentent cette division comme la conséquence d'une révolte des ennemis d'Eadwig, mais il est également possible qu'elle ait été consentie et peut-être même prévue dès son arrivée au pouvoir. L'année suivante, l'archevêque Oda de Cantorbéry procède à l'annulation du mariage d'Eadwig au prétexte qu'il est trop proche parent de sa femme Ælfgifu. 
Eadwig meurt en 959 sans laisser d'enfants et Edgar devient seul roi de toute l'Angleterre. Il souffre d'une mauvaise réputation posthume alimentée par les hagiographes et chroniqueurs ultérieurs, qui le décrivent comme irresponsable et incompétent pour mieux encenser Dunstan et les autres tenants de la réforme bénédictine anglaise, un courant religieux qui atteint son apogée à l'époque d'Edgar. Les historiens modernes commencent à remettre en question le portrait négatif d'Eadwig à la fin du XXe siècle au profit d'une approche plus nuancée de son règne, qui reste difficile à cerner en raison de sources peu nombreuses et parfois contradictoires.

## Contexte

Carte de l'Angleterre sous le règne d'Eadwig.

Au début du Xe siècle, l'Angleterre est partagée en deux : au nord et à l'est se trouve le Danelaw, une colonie de peuplement danoise née des invasions vikings du siècle précédent, tandis que le sud et l'ouest sont occupés par le royaume anglo-saxon du Wessex, qui a victorieusement résisté aux assauts vikings sous le règne d'Alfred le Grand (r. 871-899). Son fils et successeur Édouard l'Ancien (r. 899-924) conquiert la région des Cinq Bourgs et l'Est-Anglie.
Le fils aîné d'Édouard, Æthelstan (r. 924-939), parachève l'unification de l'Angleterre en s'emparant du royaume viking d'York en 927. Il reçoit également la soumission des autres souverains de Grande-Bretagne : le roi d'Écosse, le roi de Strathclyde, le seigneur de Bamburgh (une poche anglo-saxonne ayant subsisté au nord du Danelaw, dans l'ancien royaume de Northumbrie) et les roitelets du pays de Galles. Sa victoire à la bataille de Brunanburh, en 937, renforce la position dominante de la maison de Wessex en Grande-Bretagne. Les successeurs d'Æthelstan, Edmond Ier (r. 939-946) et Eadred (r. 946-955), sont confrontés à plusieurs seigneurs vikings qui tentent de s'imposer dans le Nord de l'Angleterre. La région leur est définitivement acquise à la mort du Norvégien Éric à la Hache sanglante, en 954.

## Biographie

### Origines
Né vers 940 ou 941, Eadwig est le fils aîné du roi Edmond Ier et de sa première femme, Ælfgifu. Il a un frère cadet, Edgar, né vers 943. Leur mère meurt en 944. Inhumée à l'abbaye de Shaftesbury, un monastère auquel elle a fait de nombreux dons de son vivant, elle ne tarde pas à y être vénérée comme une sainte. Edmond meurt à son tour en 946, poignardé par un voleur. Comme ses fils sont trop jeunes pour assurer le gouvernement du royaume, c'est leur oncle Eadred, le frère cadet d'Edmond, qui monte sur le trône.
Les fils d'Edmond n'apparaissent dans les chartes qu'en 955, dans la dernière année du règne d'Eadred, ce qui suggère qu'ils passent la majeure partie de leur enfance loin de la cour. Ælfric Cild, beau-frère de l'ealdorman mercien Ælfhere, est décrit comme l'adoptivus parens d'Eadwig sur une charte de 956. Cette description pourrait renvoyer au lien de parenté entre Ælfhere et la famille royale, mais il est également possible qu'Ælfric ait participé à l'éducation d'Eadwig.
Les sources ne permettent pas de qualifier les relations entre Eadwig et son oncle Eadred qui, jamais marié, n'a pas d'enfants susceptibles de lui succéder. Les chartes émises sous le règne d'Eadred accordent à Eadwig le titre d'ætheling ou cliton, ce qui implique qu'il est considéré comme un héritier potentiel du trône. Edgar y est parfois décrit de la même manière, ou bien simplement comme son frère.
Vers la fin de sa vie, Eadred souffre de graves problèmes de santé et s'appuie beaucoup sur ses plus proches conseillers, parmi lesquels sa mère Eadgifu (la grand-mère paternelle d'Eadwig), l'archevêque de Cantorbéry Oda, l'abbé de Glastonbury Dunstan, l'évêque de Winchester Ælfsige et l'ealdorman Æthelstan, dont le pouvoir est tel qu'il est surnommé « Demi-Roi ». La plupart des chartes des deux dernières années du règne d'Eadred proviennent de l'abbaye de Glastonbury et le roi ne témoigne pas sur la plupart, ce qui suggère que Dunstan a reçu l'autorisation de les produire directement lui-même,.

### Un avènement houleux

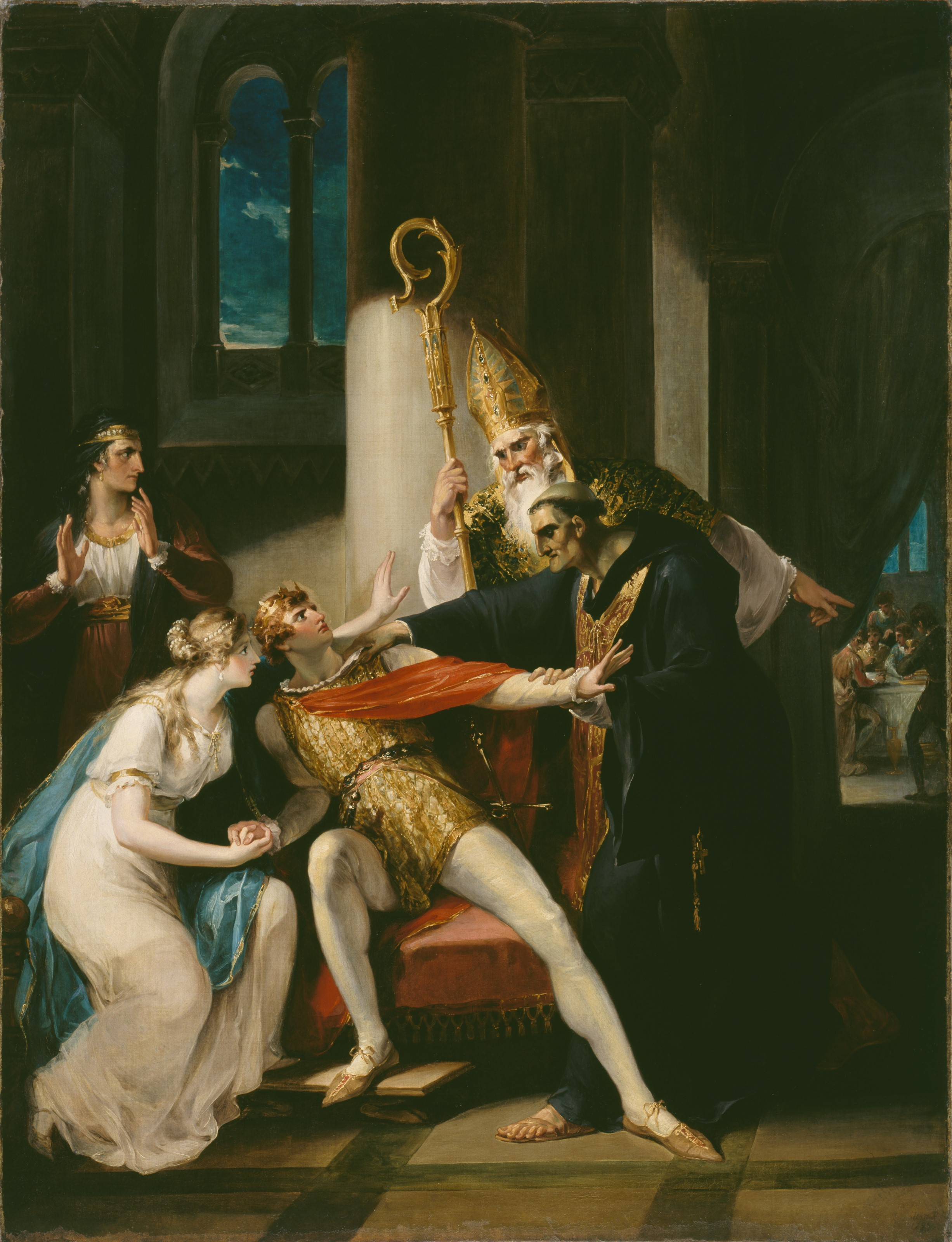
L'anecdote rapportée dans la Vita sancti Dunstani inspire les artistes des, ici le peintre William Hamilton avec Edwy and Elgiva, A Scene from Saxon History (1793).

Eadred meurt le 23 novembre 955 et Eadwig, âgé d'une quinzaine d'années, lui succède. Il est sacré à Kingston upon Thames, probablement à la fin du mois de janvier 956. La Vita sancti Dunstani, une hagiographie de l'archevêque Dunstan de Cantorbéry rédigée vers l'an 1000 par un moine uniquement connu sous le nom de « B », raconte un incident survenu le jour du couronnement d'Eadwig. Après la cérémonie, le roi se serait retiré dans ses appartements pour coucher avec deux femmes, une certaine Æthelgifu et sa fille. Les nobles et les prélats réunis pour festoyer sont scandalisés par son comportement, mais ils n'osent pas protester, malgré les exhortations de l'archevêque Oda de Cantorbéry. En fin de compte, seuls Dunstan (alors abbé de Glastonbury) et son parent l'évêque de Lichfield Cynesige ont le courage d'aller morigéner le jeune roi. Dunstan le ramène de force au banquet.
La plupart des historiens modernes considèrent cette anecdote comme une invention de l'hagiographe B visant à discréditer Eadwig et son entourage tout en dépeignant Dunstan sous un jour positif. Æthelgifu est le nom de la mère de sa femme Ælfgifu, qu'il épouse à une date inconnue, et même si B ne la nomme pas dans son récit, c'est vraisemblablement elle qui est visée.
La Chronique anglo-saxonne rapporte que le mariage d'Eadwig est annulé par Oda en 958 « parce qu'ils étaient trop proches parents ». L'ascendance d'Ælfgifu est inconnue, mais elle pourrait être la sœur du chroniqueur Æthelweard, un descendant du roi Æthelred, ce qui ferait d'elle la petite-cousine d'Eadwig,. Pour Simon Keynes, le récit de B pourrait constituer un reflet déformé d'une tentative de la part de Dunstan et Cynesige de dissuader le roi de contracter une union que l'archevêque juge illégale. Michael Winterbottom et Michael Lapidge considèrent également que B donne à dessein un tour sensationnaliste à ce qui n'est à l'origine qu'une affaire de droit canon.
En revanche, Sean Miller estime que l'opposition au mariage d'Eadwig est d'ordre politique plutôt que religieuse. Pour Pauline Stafford, son annulation est le résultat de l'opposition d'Edgar, que la naissance d'éventuels enfants d'Eadwig éloignerait de la succession au trône. Tous les membres de l'Église ne s'opposent pas au mariage, à l'image de l'abbé d'Abingdon Æthelwold qui semble avoir été un rival de Dunstan. Ce dernier quitte l'Angleterre pour se réfugier en Flandre (B accuse explicitement Æthelgifu d'être responsable de son exil), tandis que Cynesige semble être tombé en disgrâce, n'apparaissant que rarement comme témoin sur les chartes d'Eadwig.

### Un personnel renouvelé

Cette charte de 956 enregistre une donation d'Eadwig à un certain Edmond.

En montant sur le trône, Eadwig devient le souverain d'un royaume aux mains de puissantes factions. Il semble chercher rapidement à s'émanciper de l'influence des conseillers de son prédécesseur, mais il est difficile de déterminer à quel point il y parvient.
Dans son testament, Eadred laisse entendre qu'il souhaite être enterré dans un monastère réformé, peut-être celui de Glastonbury, mais c'est à l'Old Minster de Winchester qu'il est inhumé,. Eadwig cherche peut-être à éviter que la tombe de son oncle devienne un point de ralliement pour ses adversaires politiques. Le principal légataire d'Eadred est sa mère Eadgifu ; Eadwig n'est même pas mentionné dans son testament. Eadgifu se plaint ultérieurement d'avoir été spoliée à l'avènement d'Eadwig, ce qui pourrait impliquer que les dernières volontés d'Eadred n'ont là aussi pas été suivies,. Après avoir fréquemment attesté sur les chartes d'Edmond et Eadred, Eadgifu ne figure que sur une seule charte du règne d'Eadwig, peut-être parce que ce dernier cherche à réduire son influence sur la scène politique,,. Æthelstan Demi-Roi est trop puissant pour qu'Eadwig puisse le renvoyer, mais plusieurs ealdormen sont nommés en 956 dans sa juridiction, parmi lesquels Æthelwald, le fils aîné du Demi-Roi.
Eadwig se livre à une intense activité diplomatique durant la première année de son règne, avec une soixantaine de chartes produites pendant la seule année 956. La plupart des bénéficiaires des donations du roi sont des laïcs. Les historiens modernes ont longtemps interprété cette frénésie comme le reflet de l'incompétence ou de l'irresponsabilité du roi,. Il est plus probable qu'il cherche à s'assurer des soutiens fidèles, mais le contexte de ces donations reste trop flou pour pouvoir l'affirmer avec certitude.
Eadwig nomme également des nouveaux venus à des postes importants, ce qui explique en partie l'hostilité à son égard des sources liées à la vieille garde. Ælfhere est nommé ealdorman en Mercie en 956 et son frère Ælfheah devient le sénéchal du roi ; les chartes témoignent de la générosité d'Eadwig vis-à-vis d'Ælfhere et de sa femme Ælfswith, qui sont tous deux décrits comme appartenant à sa famille,. L'année 956 voit également la promotion des ealdormen Æthelstan Rota en Mercie et Byrhtnoth dans l'Essex,. Ce sont des hommes issus de familles bien installées dans leurs régions respectives et ils restent en place lorsque Edgar succède à Eadwig, mais la rivalité entre les familles d'Ælfhere et d'Æthelstan Demi-Roi contribue à déstabiliser le pays après la mort d'Edgar, en 975,,.

### Le partage du royaume

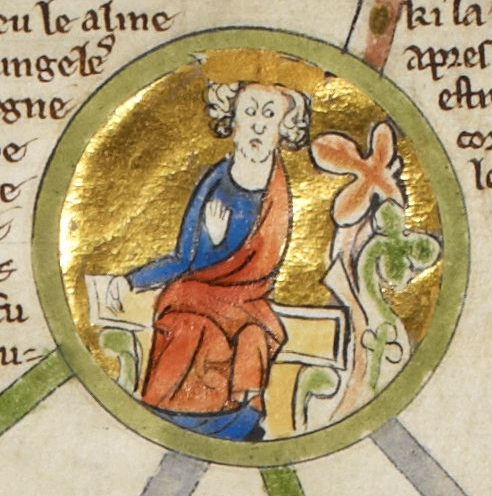
Edgar, frère et successeur d'Eadwig, dans une généalogie royale du XIIIe siècle (MS Royal 14 B, British Library).

En 957, l'Angleterre est partagée entre Eadwig et son frère Edgar, alors âgé de quatorze ans : ce dernier obtient la Mercie et la Northumbrie, tandis qu'Eadwig conserve le Wessex et le Kent. La Tamise sépare les domaines des deux frères.
La Vita sancti Dunstani affirme que les sujets merciens d'Eadwig se détournent de lui parce qu'il ne se comporte pas comme un bon roi. Les historiens des XIXe et XXe siècles considèrent généralement que c'est son incompétence ou son favoritisme qui ont entraîné le partage du royaume. Frank Stenton estime qu'il s'est trop entouré de courtisans ouest-saxons, perdant ainsi le contact avec l'aristocratie du nord de l'Angleterre, tandis que Henry Loyn considère qu'il s'est aliéné la hiérarchie ecclésiastique de ces régions. Pour Christopher Lewis, le partage du royaume constitue l'unique solution possible à l'instabilité du gouvernement et aux divisions de la cour ; pour Sean Miller et Rory Naismith, c'est la conséquence de l'échec du remplacement des élites envisagé par Eadwig au début de son règne,.
Plusieurs historiens avancent l'idée que le partage ait pu être consensuel et pacifique. Ils s'appuient sur la formulation de la Chronique anglo-saxonne, qui décrit l'avènement d'Edgar à la tête des Merciens comme un événement normal, voire attendu. Les manuscrits D et F le mentionnent sous l'année 955, ce que Barbara Yorke interprète comme la preuve qu'il était prévu dès le début du règne d'Eadwig qu'Edgar reçoive la Mercie comme royaume subordonné, l'année 957 correspondant à sa majorité et à sa réelle prise en main du pouvoir. Les ealdormen et évêques nommés par Eadwig dans le Nord restent en place après 957, ce qui tend à indiquer une transition pacifique plutôt qu'un mouvement de contestation contre le roi,,,. Pour Frederick Biggs, ce partage s'inscrit dans la tradition anglo-saxonne de la royauté partagée. Simon Keynes considère que les deux interprétations des événements de 957 sont plausibles : le partage pourrait être la conséquence d'un mécontentement vis-à-vis d'Eadwig dans le Nord, mais il est également possible qu'il ait été prévu dès le début. Il souligne que l'unité de l'Angleterre n'est pas forcément considérée à l'époque comme une fin en soi.
Quelles qu'en soient les causes, le partage ne remet pas en question l'autorité d'Eadwig, qui continue à porter le titre de « roi des Anglais » sur ses chartes. Celles d'Edgar emploient occasionnellement ce titre, mais elles l'appellent plus souvent « roi des Merciens », et plus rarement « roi des Merciens, des Northumbriens et des Bretons, ». Les monnaies continuent également à porter le nom d'Eadwig dans toute l'Angleterre, autre argument en faveur d'un partage pacifique.
L'absence de rivalité entre les deux frères n'implique pas l'absence de désaccords. Peu après son avènement à la tête des Merciens, Edgar rappelle notamment Dunstan de son exil sur le continent et le fait évêque de Worcester en 957, puis de Londres l'année suivante. Bien qu'il ait été nommé par Eadwig, l'ealdorman Ælfhere devient le principal soutien d'Edgar en Mercie, d'autant que le père adoptif de ce dernier, Æthelstan Demi-Roi, se retire de la vie publique vers cette période pour entrer dans un monastère.
Les événements de la fin du règne d'Eadwig sont peu documentés, à l'exception de l'annulation de son mariage avec Ælfgifu. Les chartes permettent d'identifier un nouvel ealdorman dans le sud-est nommé Ælfric, mais il semble être mort dès 958, l'année suivant sa nomination. L'ealdorman Edmond, dont le domaine correspond probablement aux comtés du sud-ouest, occupe la première place parmi les témoins laïcs des chartes postérieures au partage de l'Angleterre, après avoir été en deuxième position (derrière Æthelstan Demi-Roi). Il est supplanté peu de temps avant la mort d'Eadwig par Ælfheah, le frère d'Ælfhere, promu ealdorman du Wessex central,,.

### Mort et succession
Eadwig meurt dans des circonstances inconnues le 1er octobre 959, âgé de seulement 17 ou 18 ans. Il est inhumé à l'abbaye New Minster de Winchester. Ce monastère, fondé par son grand-père Édouard l'Ancien pour servir de mausolée à la maison de Wessex, accueille également les dépouilles d'Édouard et de ses parents Alfred le Grand et Ealhswith, mais aucun autre membre de la famille royale anglaise ne s'y fait enterrer.
Eadwig ne laisse pas d'enfants, ce qui permet à Edgar de réunifier le royaume d'Angleterre. Son épouse Ælfgifu semble s'être réconciliée avec le nouveau roi, qui lui fait plusieurs donations dans les années 960.

## Aspects du règne

### Les chartes

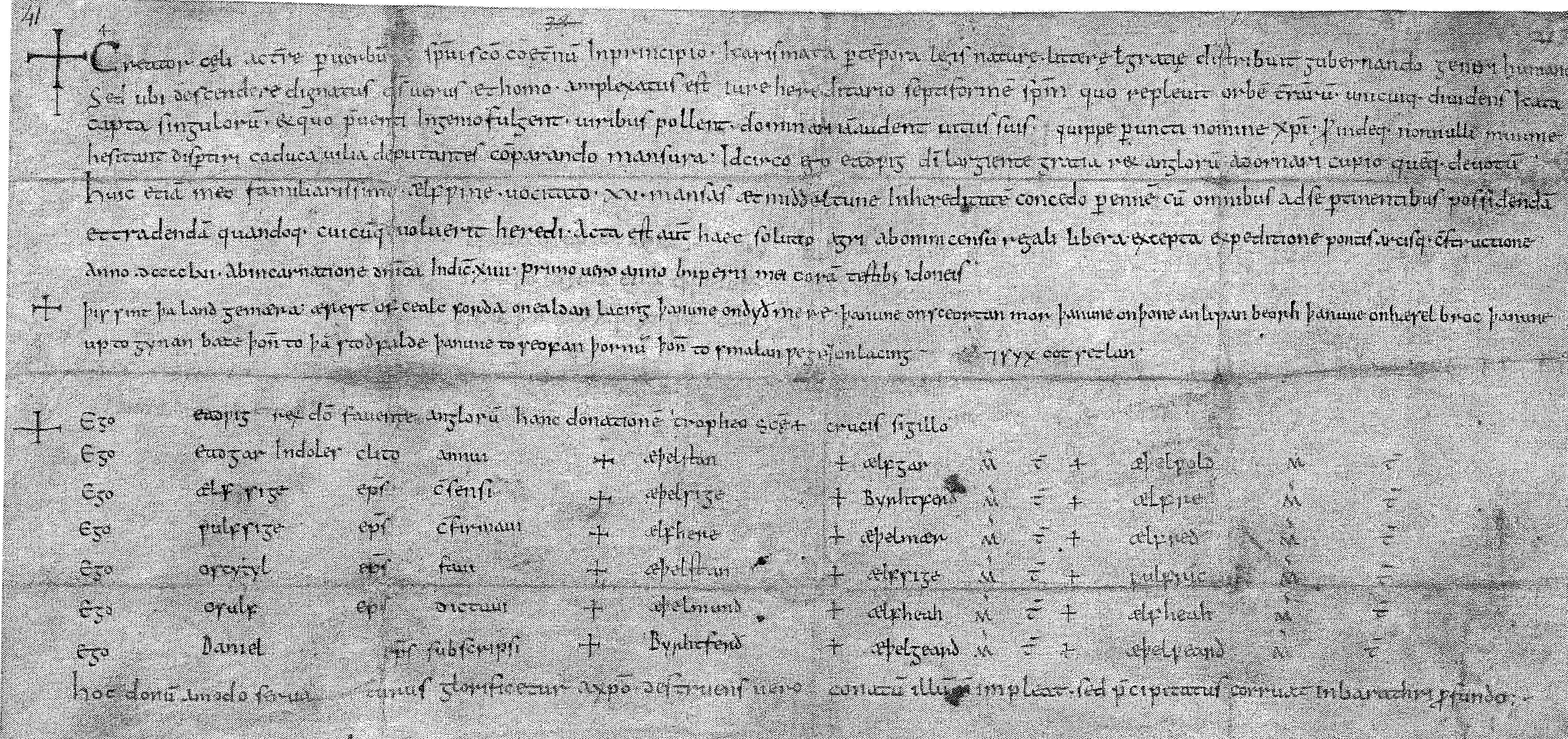
Cette charte de 956 enregistre une donation d'Eadwig à un certain Ælfwine.

La plupart des chartes anglo-saxonnes du milieu du Xe siècle sont rédigées dans un style standard appelé « diplomatic mainstream » par les historiens anglophones, mais il existe deux autres catégories de chartes. Celles du groupe « Dunstan B » sont associées à Dunstan, tandis que les « chartes allitératives » sont liées à l'évêque de Worcester Koenwald. La quasi-totalité des chartes du règne d'Eadwig s'inscrivent dans le courant standard, la seule exception (S 633) étant un don à un monastère de Worcester datant de 956. Cette uniformité suggère qu'il existe une sorte de chancellerie centralisée à la cour depuis les années 930.
Il subsiste environ quatre-vingt-dix chartes pour les quatre années du règne d'Eadwig, dont sept sous leur forme originale, les autres n'étant connues que par des copies ultérieures,. Ce nombre est inhabituellement élevé pour l'époque ; l'année 956 à elle seule donne lieu à la production d'une soixantaine de chartes, ce qui représente pas moins de 5 % des chartes authentiques de toute la période anglo-saxonne. Il faut attendre le XIIe siècle pour voir un autre monarque européen en produire autant en l'espace d'une seule année.
Les scribes responsables des chartes d'Eadwig lui accordent des titres variés : « roi des Anglo-Saxons », « roi des Anglais », « roi de toute la Bretagne » ou même « roi d'Albion » ; il faut remonter au roi Æthelstan pour retrouver une telle diversité. À l'inverse, les titres grandiloquents dont était paré l'archevêque Oda sous les règnes d'Edmond et Eadred sont réduits pour ne pas faire ombrage au roi.

### La monnaie

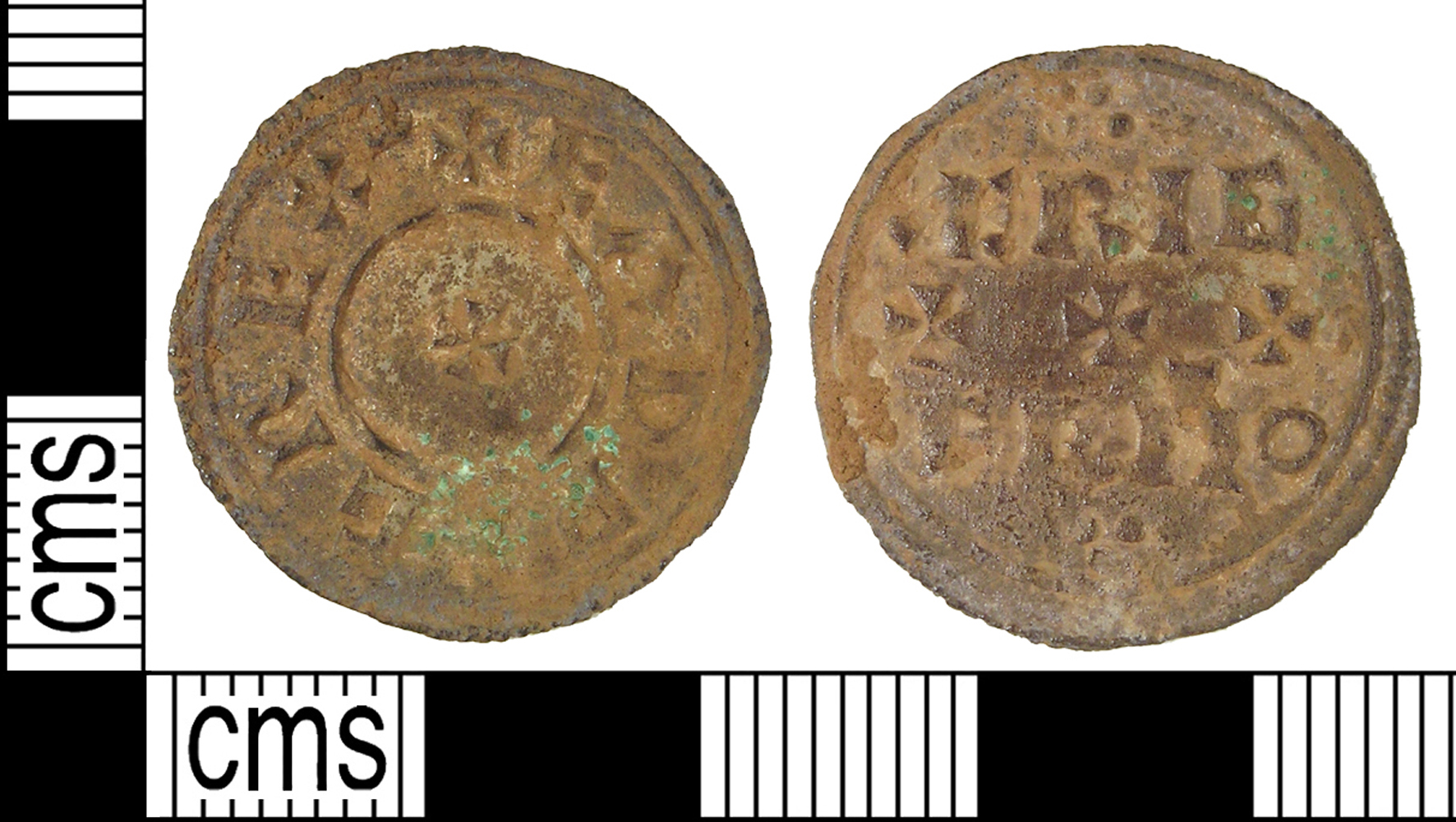
Une pièce d'Eadwig de type horizontal à trilobes (HT1).

À l'époque d'Eadwig, la seule pièce de monnaie utilisée de manière courante en Angleterre est le penny en argent. Sous son règne, le poids des pièces poursuit son déclin progressif entamé sous Édouard l'Ancien, mais leur teneur en argent se maintient à un niveau élevé, entre 85 et 95 %,. 
Les pièces les plus courantes du règne d'Eadwig appartiennent au type dit « horizontal » par les numismates, car le nom du monnayeur y est écrit à l'horizontale du côté pile. Quelques motifs simples complètent le dessin : de petites croix, des cercles, des rosettes ou des trilobes. Ces pièces sont frappées dans toute l'Angleterre, avec notamment une production particulièrement soutenue de la part de deux monnayeurs de la ville d'York.
D'autres types sont produits de manière plus limitée, comme le « buste couronné » (Bust Crowned), avec un portrait grossier du roi côté face, frappé à Londres, ou la « croix encerclée » (Circumscription Cross), avec une grande croix sur les deux côtés de la pièce, frappée dans le sud-ouest du pays. Ces motifs deviennent plus répandus sous le règne d'Edgar. Les monnayeurs d'Est-Anglie produisent habituellement des pièces « buste couronné » depuis l'époque d'Æthelstan, mais ils adoptent temporairement le type  « horizontal » au temps d'Eadwig.
Il n'existe aucune preuve qu'une frappe au nom d'Edgar ait été produite en Mercie après le partage du royaume. Le nombre élevé de pièces au nom d'Eadwig provenant de Northumbrie constitue un autre indicateur que les frappes se font uniquement en son nom dans toute l'Angleterre jusqu'à sa mort.

### L'Église

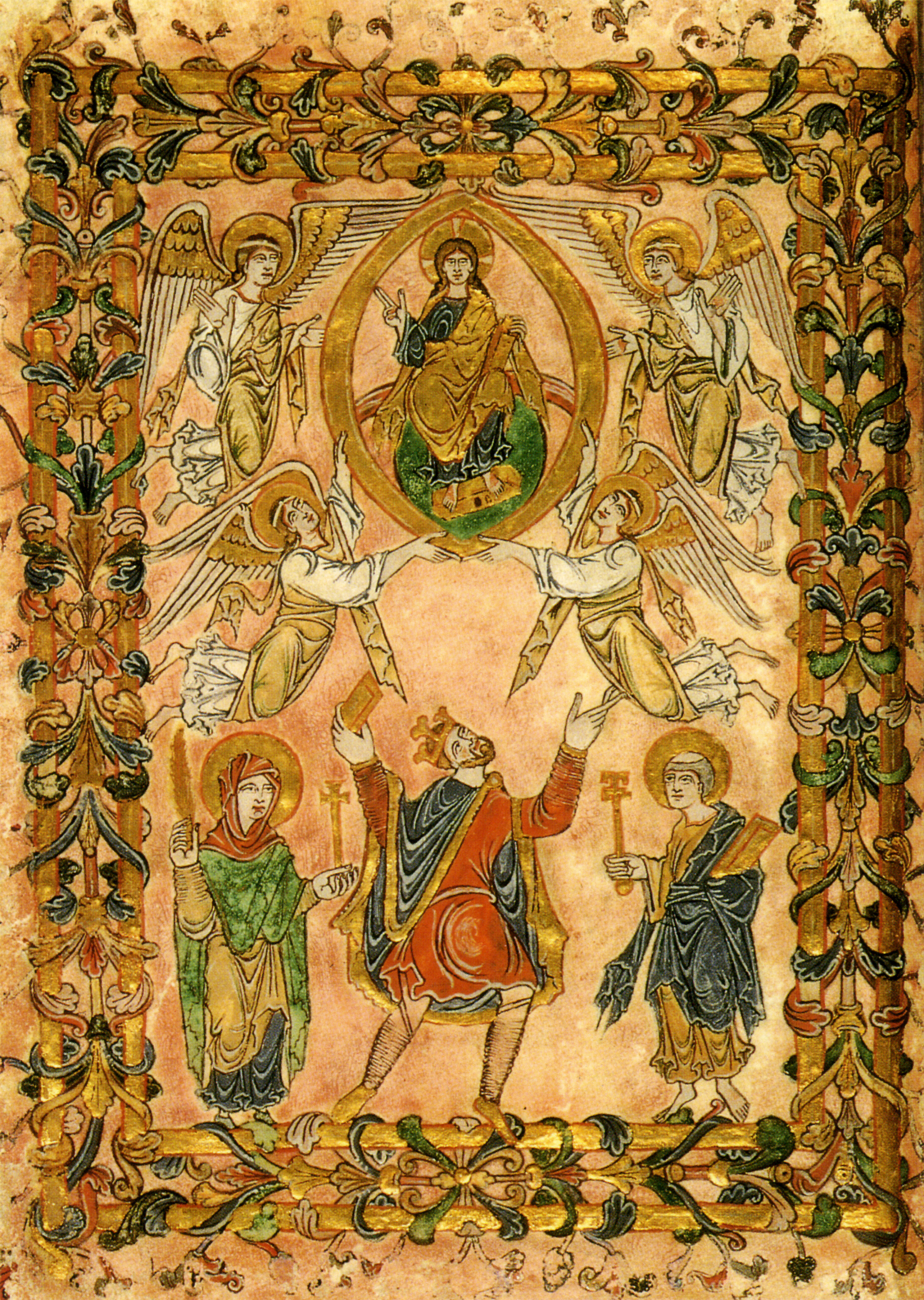
Le frontispice de la charte de 966 par laquelle le roi Edgar réforme le New Minster de Winchester.

Sous le règne d'Edgar, la vie religieuse en Angleterre est dominée par la réforme bénédictine, qui impose de stricts vœux de célibat et de pauvreté dans les abbayes. Les prédécesseurs d'Edgar approuvent les principes de ce mouvement, mais ils ne considèrent pas qu'il s'agit de l'unique manière acceptable de vivre en religion, contrairement aux réformateurs comme Æthelwold pour qui le clergé séculier, dont les membres sont souvent mariés et propriétaires, est immoral et corrompu. La générosité d'Eadwig, comme celle d'Eadred et d’Edmond Ier avant lui, s'étend donc aussi bien aux monastères ayant adopté la réforme bénédictine qu'à ceux qui abritent toujours un clergé séculier,,,. L'abbaye d'Abingdon, dont Æthelwold est l'abbé, bénéficie de nombreux dons de la part d'Eadwig. Ses moines le considèrent par la suite comme l'un des plus grands bienfaiteurs du monastère. La construction d'une nouvelle abbatiale, commencée sous le règne d'Eadred, se poursuit durant le sien et il offre à l'abbaye une forêt comme source de matériaux de construction,.
Malgré cela, les chroniqueurs médiévaux comme Guillaume de Malmesbury décrivent Eadwig comme opposé à la réforme et affirment qu'il dépouille les abbayes réformées au profit du clergé séculier. Les sources permettent d'affirmer que les réformateurs se livrent dans les années 970 à une véritable réécriture de l'histoire afin de présenter l'avènement d'Edgar comme une victoire pour leur mouvement, quand bien même celui-ci n'hésite pas en 958 à effectuer une donation à l'abbaye non réformée de Sainte-Werburh à Chester. Sa mauvaise réputation dans le domaine religieux provient en réalité de son opposition à Dunstan. Pourtant, ni B, ni Byhrtferth ne l'accusent d'avoir spolié les biens de l'Église. Ses chartes enregistrent des donations à l'abbaye de Malmesbury, la cathédrale de Worcester, l'église de Bampton (en) et l'abbaye de Bury,,. L'église de Southwell Minster est fondée sur des terres offertes par Eadwig à l'évêque de Dorchester Oscytel en 956,.
Au sein de l'Église, Eadwig compte des alliés comme l'évêque de Winchester Ælfsige, un homme marié dont un fils entretient des relations étroites avec l'aristocratie du Wessex,. Il s'oppose à l'archevêque Oda de Cantorbéry et son mode de vie le rend odieux aux yeux des réformateurs : Byrhtferth l'accuse de s'être réjoui de la mort d'Oda, en 958, et d'avoir frappé la tombe de l'archevêque avec sa crosse. Ælfsige est choisi par Eadwig pour succéder à Oda comme archevêque, mais il meurt de froid dans les Alpes alors qu'il se rend à Rome pour y recevoir son pallium. Eadwig sélectionne alors l'évêque de Wells Byrhthelm comme nouvel archevêque, mais lorsque Edgar devient roi, il renvoie Byrhthelm pour offrir l'archevêché à Dunstan.

## Postérité

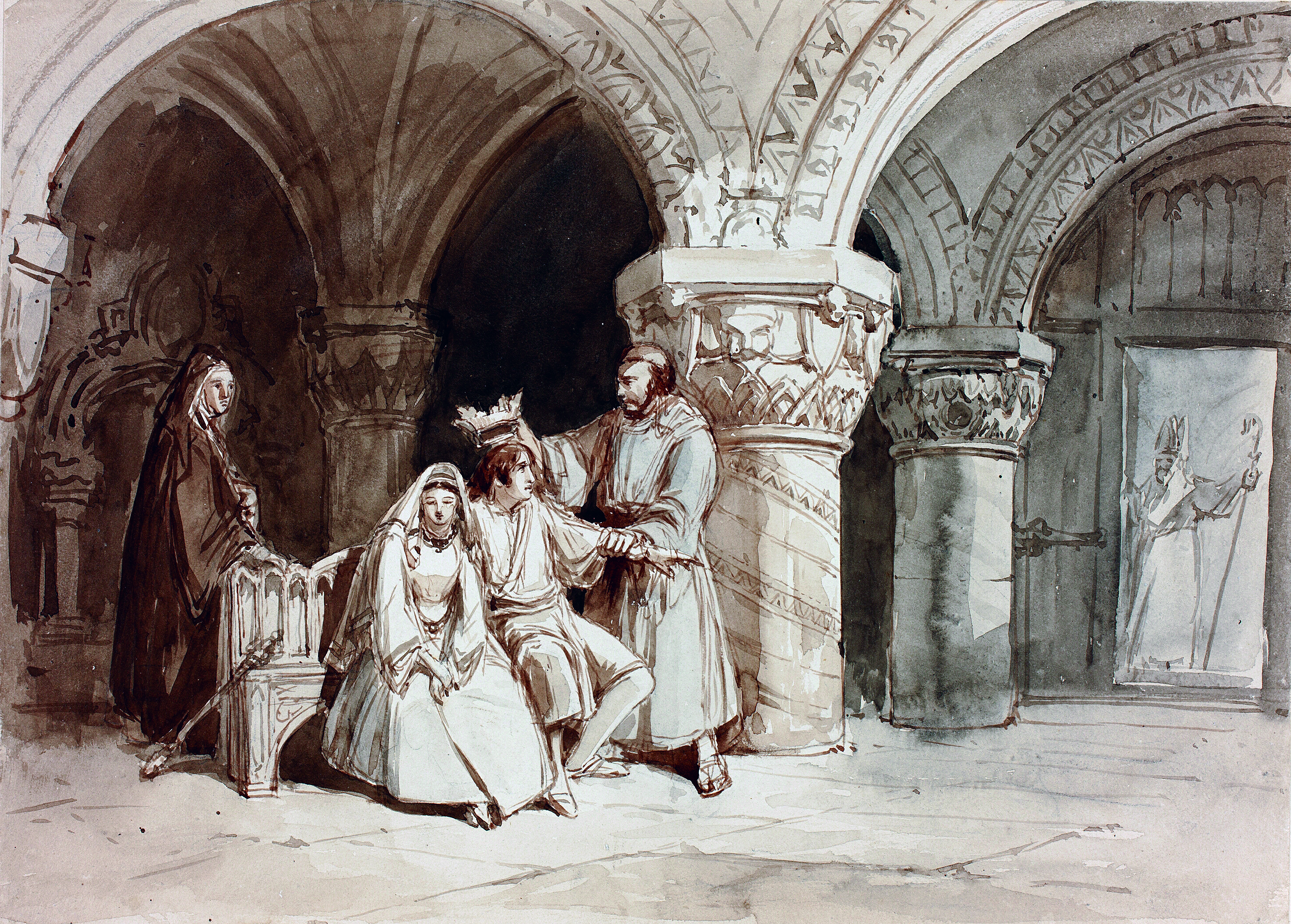
Edwy et Elgiva de Clarkson Frederick Stanfield (XIXe siècle).

Le portrait négatif d'Eadwig dans la Vita sancti Dunstani influence de manière durable la réputation posthume du roi. L'historien Shashi Jayakumar parle à ce sujet d'une « sorte de damnatio memoriae ». Il est repris par les chroniqueurs et hagiographes anglais postérieurs à la conquête normande de l'Angleterre : Jean de Worcester affirme que « Eadwig, roi des Anglais, pour avoir usé sottement du pouvoir qui lui avait été confié, fut abandonné avec mépris par les Merciens et les Northumbriens », tandis que Guillaume de Malmesbury le décrit comme « un garçon frivole, qui employa sa beauté à des fins lascives ».
Quelques-uns de ses contemporains ont laissé des témoignages plus positifs. L'ealdorman Æthelweard (qui pourrait avoir été son beau-frère) affirme dans sa traduction latine de la Chronique anglo-saxonne : « Sa grande beauté lui valut d'être surnommé « le Tout Beau » par les gens du commun. Il posséda le royaume pendant quatre années et méritait d'être aimé,. » Les moines du New Minster, lieu de sa sépulture, gardent également un bon souvenir de lui. Le roi Æthelred le Malavisé, son neveu, donne à ses fils les prénoms de ses prédécesseurs et appelle son cinquième fils Eadwig.
Les historiens modernes ne suivent plus aveuglément la Vita sancti Dunstani. Pour Ann Williams, ses propos reflètent simplement la malveillance attendue de la part d'un admirateur de Dunstan vis-à-vis d'un de ses adversaires. Ben Snook n'hésite pas à qualifier ses écrits de « ragots puérils ». Pauline Stafford note qu'Eadwig est une cible facile pour les moralisateurs de la fin du Xe siècle dans la mesure où il n'a pas laissé de famille susceptible d'entretenir sa réputation posthume. Williams et Richard Huscroft soulignent que le règne d'Eadwig reste difficile à cerner en raison du nombre réduit et de la partialité des sources à notre disposition,.
L'histoire d'Eadwig et Ælfgifu telle que la rapportent le biographe de Dunstan et ses continuateurs constitue un sujet populaire chez les artistes anglais de la deuxième moitié du XVIIIe siècle et de la première moitié du XIXe siècle. Elle inspire les peintres William Hamilton (1751-1801), William Dyce (1806-1864) et Richard Dadd (1817-1886), ainsi que le graveur William Bromley (en) (1769-1842). Les poètes Thomas Sedgwick Whalley et Thomas Warwick (en) publient des mises en vers de l'histoire d'Eadwig et Ælfgifu en 1779 et 1784 respectivement,. La dramaturge Frances Burney en tire une pièce de théâtre, Edwy and Elgiva, dont la première a lieu au théâtre de Drury Lane le 21 mars 1795. En dépit de la présence d'acteurs prestigieux dans les rôles-titre (Charles Kemble et Sarah Siddons), elle est très mal accueillie par le public et ne connaît pas de seconde représentation.
| Gravure montrant un jeune homme couronné portant une culotte bouffante, entraîné par deux hommes âgés portant des tiares loin de deux femmes éplorées à la poitrine dénudée · Gravure montrant un groupe de personnages : deux femmes à l'air inquiet se tiennent à gauche et deux hommes d'Église à l'air sévère à droite, l'un vêtu d'une bure de moine noire et l'autre arborant la crosse et la tiare d'un archevêque. Au centre, tiraillé entre les deux, est assis un jeune homme portant une couronne · Gravure à la composition plus simple que les précédentes montrant la même scène : un jeune homme couronné pris par le bras par un vieil homme coiffé d'une tiare pour l'éloigner de deux femmes |

### Sources primaires
- (en) Alistair Campbell (éd.), The Chronicle of Æthelweard, Londres, Thomas Nelson & Son, 1962 (OCLC 245905467).
- (en) R. R. Darlington (éd.), P. McGurk (éd.) et Jennifer Bray (trad.), The Chronicle of John of Worcester, vol. 2, Oxford, Clarendon Press, 1995 (ISBN 978-0-19-822261-3).
- (en) Florence Harmer (éd.), Select English Historical Documents of the Ninth and Tenth Centuries, Cambridge, Cambridge University Press, 1914 (OCLC 1161790266).
- (en) Cyril Hart (éd.), The Early Charters of Eastern England, Leicester, Leicester University Press, 1966 (OCLC 645356664).
- (en) Susan Kelly (éd.), Charters of Shaftesbury Abbey, Oxford, Oxford University Press, 1996 (ISBN 978-0-19-726151-4).
- (en) Sean Miller (éd.), Charters of the New Minster, Winchester, Oxford, Oxford University Press, 2001, 330 p. (ISBN 978-0-19-726223-8).
- (en) Roger A. B. Mynors (éd.), Rodney M. Thomson (éd.) et Michael Winterbottom (éd.), William of Malmesbury : Gesta Regum Anglorum, The History of the English Kings, Oxford, Clarendon Press, 1998 (ISBN 978-0-19-820678-1).
- (en) Michael Swanton (trad.), The Anglo-Saxon Chronicle, Routledge, 1996, 412 p. (ISBN 0-415-92129-5, lire en ligne).
- (en) Dorothy Whitelock (éd.), English Historical Documents v.1. c. 500–1042, Eyre & Spottiswoode, 1979 (1re éd. 1955), 1053 p. (ISBN 978-0-415-14366-0, lire en ligne).
- (en) Michael Winterbottom (éd.) et Michael Lapidge (éd.), The Early Lives of St Dunstan, Oxford, Oxford University Press, 2011, 210 p. (ISBN 978-0-19-960504-0).

### Sources secondaires
- (en) Richard Abels, « Byrhtnoth [Brihtnoth] (d. 991) », dans Oxford Dictionary of National Biography, Oxford University Press, 2004 (lire en ligne ).
- (en) Julia Barrow, « Oscytel [Oskytel] (d. 971) », dans Oxford Dictionary of National Biography, Oxford University Press, 2004 (lire en ligne ).
- (en) Frederick Biggs, « Edgar's Path to the Throne », dans Donald Scragg, Edgar King of the English: New Interpretations, Boydell, 2008 (ISBN 978-1-84383-399-4).
- (en) John Blair, « Saint Beornwald of Bampton », Oxoniensia, vol. 49,‎ 1984 (ISSN 0308-5562).
- (en) John Blair, The Church in Anglo-Saxon Society, Oxford, Oxford University Press, 2005, 604 p. (ISBN 978-0-19-921117-3).
- (en) Christopher Blunt, Ian Stewart et Stewart Lyon, Coinage in Tenth-Century England : From Edward the Elder to Edgar's Reform, Oxford, Oxford University Press, 1989 (ISBN 978-0-19-726060-9).
- (en) Nicholas Brooks, « The Career of St Dunstan : His Life, Times and Cult », dans Nigel Ramsay, Margaret Sparks & Tim Tatton-Brown (éd.), St Dunstan, Woodbridge, The Boydell Press, 1992 (ISBN 978-0-85115-301-8).
- (en) Tracy-Anne Cooper, Monk-Bishops and the English Benedictine Reform Movement : reading London, BL, Cotton Tiberius A. iii in its manuscript context, Toronto, Pontifical Institute of Mediaeval Studies, 2015, 368 p. (ISBN 978-0-88844-193-5).
- (en) W. P. Courtney et Rebecca Mills, « Whalley, Thomas Sedgwick (1746–1828) », dans Oxford Dictionary of National Biography, Oxford University Press, 2021 (lire en ligne ).
- (en) Catherine Cubitt, « The Tenth-Century Benedictine Reform in England », Early Medieval Europe, vol. 6, no 1,‎ 1997 (DOI 10.1111/1468-0254.00004).
- (en) Barbara Darby, « Feminism, Tragedy, and Frances Burney's Edwy and Elgiva », Journal of Dramatic Theory and Criticism, vol. XI, no 2,‎ 1997, p. 3-23 (lire en ligne).
- (en) Philip Grierson et Mark Blackburn, Medieval European Coinage 1 : The Early Middle Ages (5th-10th centuries), Cambridge University Press, 1986, 700 p. (ISBN 0-521-26009-4).
- (en) Cyril Hart, « Æthelwine [Ethelwine, Æthelwine Dei Amicus] (d. 992) », dans Oxford Dictionary of National Biography, Oxford University Press, 2005 (lire en ligne ).
- (en) Richard Huscroft, Making England 796-1042, Abingdon, Routledge, 2019, 322 p. (ISBN 978-1-138-18246-2).
- (en) Shashi Jayakumar, « Eadwig and Edgar : Politics, Propaganda, Faction », dans Donald Scragg, Edgar King of the English: New Interpretations, Boydell, 2008 (ISBN 978-1-84383-399-4).
- (en) Simon Keynes, The Diplomas of King Æthelred 'The Unready' 978–1016, Cambridge, Cambridge University Press, 1980, 295 p. (ISBN 0-521-22718-6).
- (en) Simon Keynes, « King Æthelstan's books », dans Michael Lapidge et Helmut Gneuss (éd.), Learning and Literature in Anglo-Saxon England, Cambridge, Cambridge University Press, 1985 (ISBN 978-0-521-25902-6), p. 143-201.
- (en) Simon Keynes, « The 'Dunstan B' Charters », Anglo-Saxon England, vol. 23,‎ 1994 (DOI 10.1017/S026367510000452X).
- (en) Simon Keynes, « England, c. 900–1016 », dans Timothy Reuter, The New Cambridge Medieval History, vol. III, Cambridge University Press, 1999 (ISBN 0-521-36447-7).
- (en) Simon Keynes, An Atlas of Attestations in Anglo-Saxon Charters, c. 670–1066, Department of Anglo-Saxon, Norse, and Celtic, University of Cambridge, 2002 (ISBN 978-0-9532697-6-1).
- (en) Simon Keynes, « Eadwig (c.940–959) », dans Oxford Dictionary of National Biography, Oxford University Press, 2004 (lire en ligne ).
- (en) Simon Keynes, « Edgar, rex admirabilis », dans Donald Scragg, Edgar King of the English: New Interpretations, Boydell, 2008a (ISBN 978-1-84383-399-4), p. 3-58.
- (en) Simon Keynes, « A Conspectus of the Charters of King Edgar 957–975 », dans Donald Scragg, Edgar King of the English: New Interpretations, Boydell, 2008b (ISBN 978-1-84383-399-4), p. 60-80.
- (en) Simon Keynes, « Church Councils, Royal Assemblies, and Anglo-Saxon Royal Diplomas », dans Gale R. Owen-Crocker et Brian W. Schneider, Kingship, Legislation and Power in Anglo-Saxon England, Woodbridge, The Boydell Press, 2013 (ISBN 978-1-84383-877-7).
- (en) Simon Keynes, « Edward the Ætheling », dans Richard Mortimer (éd.), Edward the Confessor : The Man and the Legend, Woodbridge, The Boydell Press, 2009 (ISBN 978-1-84383-436-6).
- (en) Simon Keynes, « Appendix I: Rulers of the English, c.450–1066 », dans Michael Lapidge, John Blair, Simon Keynes et Donald Scragg (éd.), The Wiley Blackwell Encyclopedia of Anglo-Saxon England, Wiley Blackwell, 2014, 2e éd. (ISBN 978-0-470-65632-7).
- (en) Christopher Lewis, « Edgar, Chester and the Kingdom of the Mercians, 957–959 », dans Donald Scragg, Edgar King of the English: New Interpretations, Boydell, 2008 (ISBN 978-1-84383-399-4).
- (en) H. R. Loyn, The Governance of Anglo-Saxon England, 500–1087, Stanford, Stanford University Press, 1984, 222 p. (ISBN 978-0-8047-1217-0).
- (en) Nicole Marafioti, The King's Body : Burial and Succession in Late Anglo-Saxon England, Toronto, University of Toronto Press, 2014, 297 p. (ISBN 978-1-4426-4758-9, lire en ligne).
- (en) Sean Miller, « Eadwig », dans Michael Lapidge, John Blair, Simon Keynes et Donald Scragg (éd.), The Wiley Blackwell Encyclopedia of Anglo-Saxon England, Wiley Blackwell, 2014, 2e éd. (ISBN 978-0-470-65632-7).
- (en) Rosemary Morris, « The Problems of Property », dans Thomas Noble et Julia Smith (éd.), Early Medieval Christianities c. 600 – c. 1100, Cambridge, Cambridge University Press, 2014 (ISBN 978-1-107-42364-0).
- (en) Rory Naismith, « Prelude to Reform : Tenth-Century English Coinage in Perspective », dans Rory Naismith, Martin Allen et Elina Screen (éd.), Early Medieval Monetary History : Studies in Memory of Mark Blackburn, Abingdon, Routledge, 2014 (ISBN 978-0-367-59999-7), p. 39-83.
- (en) Rory Naismith, Early Medieval Britain c.500–1000, Cambridge, Cambridge University Press, 2021, 500 p. (ISBN 978-1-108-44025-7).
- (en) Levi Roach, Kingship and Consent in Anglo-Saxon England, 871–978, Cambridge, Cambridge University Press, 2013, 317 p. (ISBN 978-1-107-03653-6, lire en ligne).
- (en) D. G. Scragg, Edgar, King of the English, 959-975 : New Interpretations, Woodbridge, Boydell & Brewer, coll. « Publications of the Manchester Centre for Anglo-Saxon Studies » (no 8), 2008, 274 p. (ISBN 978-1-84383-399-4, lire en ligne).
- (en) Ben Snook, The Anglo-Saxon Chancery : The History, Language and Production of Anglo-Saxon Charters from Alfred to Edgar, Woodbridge, Boydell Press, 2015, 254 p. (ISBN 978-1-78327-006-4, lire en ligne).
- (en) Pauline Stafford, « The King's Wife in Wessex 800–1066 », Past and Present, vol. 91,‎ 1981 (DOI 10.1093/past/91.1.3).
- (en) Pauline Stafford, Unification and Conquest : A Political and Social History of England in the Tenth and Eleventh Centuries, Londres, Edward Arnold, 1989, 232 p. (ISBN 978-0-7131-6532-6).
- (en) Pauline Stafford, « Ælfgifu (fl. 956–966) », dans Oxford Dictionary of National Biography, Oxford University Press, 2004a (lire en ligne ).
- (en) Pauline Stafford, « Eadgifu (b. in or before 904, d. in or after 966) », dans Oxford Dictionary of National Biography, Oxford University Press, 2004b (lire en ligne ).
- (en) Frank M. Stenton, Anglo-Saxon England, Oxford University Press, 1971, 3e éd. (ISBN 0-19-280139-2).
- (en) Alan Thacker, « Æthelwold and Abingdon », dans Barbara Yorke (éd.), Bishop Æthelwold : His Career and Influence, Woodbridge, The Boydell Press, 1988 (ISBN 978-0-85115-705-4).
- (en) Chris Wickham, « Problems in Doing Comparative History », dans Patricia Skinner (éd.), Challenging the Boundaries of Medieval History : The Legacy of Timothy Reuter, Turnhout, Brepols, 2009 (ISBN 978-2-503-52359-0).
- (en) Ann Williams, « Princeps Merciorum Gentis : The Family, Career and Connections of Ælfhere, Ealdorman of Mercia », Anglo-Saxon England, vol. 10,‎ 1982, p. 143-172 (DOI 10.1017/S0263675100003240).
- (en) Ann Williams, Kingship and Government in Pre-Conquest England, c. 500-1066, Basingstoke, Macmillan Press, 1999 (ISBN 978-0-312-22090-7).
- (en) Ann Williams, « Edmund I (920/21–946) », dans Oxford Dictionary of National Biography, Oxford University Press, 2004a (lire en ligne ).
- (en) Ann Williams, « Eadred (d. 955) », dans Oxford Dictionary of National Biography, Oxford University Press, 2004b (lire en ligne ).
- (en) Ann Williams, « Ælfhere (d. 983) », dans Oxford Dictionary of National Biography, Oxford University Press, 2004c (lire en ligne ).
- (en) Barbara Yorke, « Æthelwold and the Politics of the Tenth Century », dans Barbara Yorke (éd.), Bishop Æthelwold: His Career and Influence, Woodbridge, The Boydell Press, 1988 (ISBN 9780851157054).
- (en) Barbara Yorke, « Ælfsige (d. 959) », dans Oxford Dictionary of National Biography, Oxford University Press, 2004 (lire en ligne ).